# Mirtemir
Mirtemir Tursunov, noto più semplicemente come Mirtemir (in uzbeco Миртемир Турсунов?; in russo Миртемир Турсунов?; Ikan, 30 maggio 1910 – Tashkent, 25 gennaio 1978), è stato un poeta e traduttore uzbeko.
Oltre a comporre opere proprie, Mirtemir si dedicò alla traduzione in lingua uzbeca di numerosi poeti stranieri.

## Vita e opere
Mirtemir Tursunov nacque nel 1910 nel villaggio di Ikan, in Turkistan. Nel 1932 si laureò all'Università Pedagogica di Samarcanda con una laurea in lettere.
La prima raccolta di poesie di Mirtemir, Shuʼlalar qoʻynida (Sotto le luci), fu pubblicata nel 1928. Altre sue raccolte di poesie includono Zafar (Vittoria,1929), Qaynashlarim (Le mie rabbie), Bong (Clamore, 1932) e Poytaxt (Il capitale, 1936).
Mirtemir tradusse le opere di molti famosi poeti stranieri, come Abaj Kunanbaev, Aleksandr Pushkin, Berdaq, Heinrich Heine, Magtymguly Pyragy, Maxim Gor'kij, Michail Lermontov, Nazım Hikmet, Nikolaj Nekrasov, Pablo Neruda, Samad Vurgun e Shota Rusta. In particolare, ha tradotto in uzbeco Chi è felice in Russia? di Nikolaj Nekrasov e Il cavaliere dalla pelle di leopardo di Shota Rustaveli. Ha anche tradotto il poema epico kirghiso Manas .
Mirtemir morì a Tashkent nel 1978, all'età di 67 anni.

## Riconoscimenti
Mirtemir divenne poeta nazionale della Repubblica Socialista Sovietica Uzbeca nel 1971. Ricevette molti altri riconoscimenti per la sua opera, tra cui il Premio Berdaq (1977) e il Premio Hamza (1979). Nel 2002 gli è stato assegnato il riconoscimento postumo dell'Ordine di Merito Nazionale (in uzbeco Buyuk xizmatlari uchun), uno dei premi più prestigiosi dell'Uzbekistan.
| Controllo di autorità | VIAF (EN) 3904544 · Europeana agent/base/132921 · LCCN (EN) n85116212 |